# Teatr Mały (Tychy)

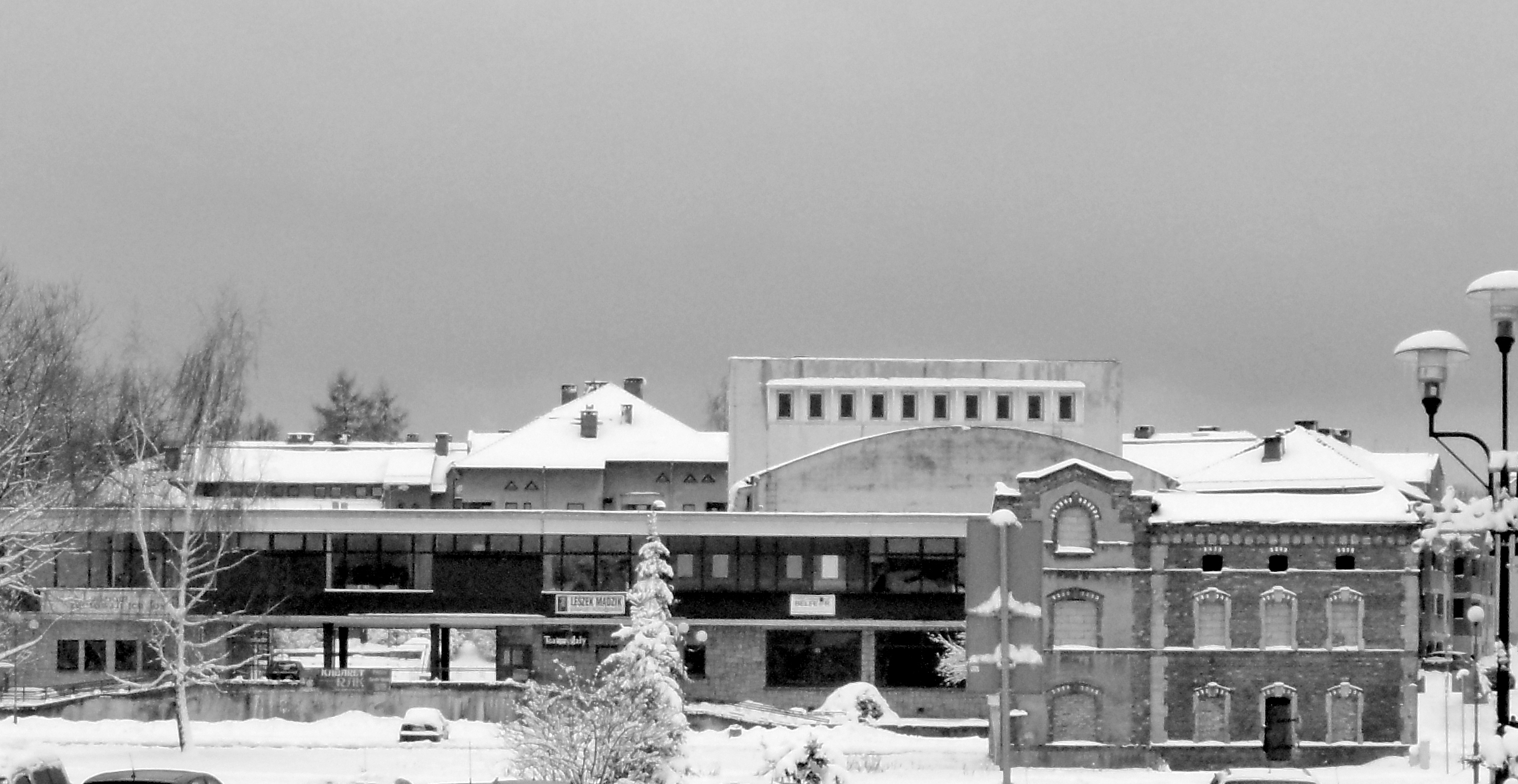
Teatr Mały w Tychach

Teatr Mały – teatr w Tychach, z siedzibą przy ulicy ks. kard. Hlonda 1. Nie posiada własnego zespołu aktorskiego, funkcjonuje jako teatr impresaryjny. Siedziba teatru jest przystosowana dla osób niepełnosprawnych. W ramach teatru działa Pasaż Kultury „Andromeda”, oraz Miejska Galeria Sztuki „Obok”

## Historia
Teatr został otwarty w 1965 roku, jako zakładowy dom kultury przy KWK „Ziemowit”, a później – Fabryki Samochodów Małolitrażowych. W 1991 roku budynek został własnością miasta i po remoncie, w 1994 r., stał się siedzibą Miejskiego Ośrodka Kultury. Od dnia 1 stycznia 2000 r. jest komunalną instytucja kultury, finansowaną przez urząd miasta w Tychach. 
Dyrektorzy od 1994 roku:
- 01.1994 – 12.2012: Tomasz Kordon.
- 01.2013 – 08.2016: Andrzej Maria Marczewski[2].
- 09.2016 – 08.2019: Dorota Pociask-Frącek[3].
- 09.2019 – Paweł Drzewiecki.

## Imprezy stałe
Cykliczne wydarzenia organizowane (lub współorganizowane):
- Konkurs fotografii prasowej Tychy Press Photo (luty-marzec).
- Tyskie Spotkania Teatralne ostatnia XLIII edycja w roku 2016 zastąpiona w 2017 roku przez TopOFFFestival[4].
- Teatr Konesera.
- Śląska Jesień Gitarowa (listopad) (od 2016 organizowana w Mediateka Tychy).